# أنانت كومار
أنانت كومار (بالألمانية: Anant Kumar)‏ هو كاتب ألماني، ولد في 28 سبتمبر 1969 في موتيهاري في الهند.